# 丸川賀世子
丸川 賀世子（まるかわ かよこ、1931年1月26日 - 2013年10月25日）は、日本の作家。
徳島県出身。本名・敏子。富岡高等女学校卒。1963年「巷のあんばい」で婦人公論女流新人賞受賞。『小説現代』などに中間小説を書き、伊藤ミカを描いた「被虐の舞踏家」などもある。

## 著書
- 『浅草喜劇事始 小説・曽我廼家五九郎まわり舞台』講談社 1979
- 『朝はダメヨ』日刊スポーツ出版社 1979
- 『ドキュメント隣の悪女たち』主婦と生活社 1983　『ドキュメント女たちの殺意』旺文社文庫
- 『奇術師誕生 松旭斎天一・天二・天勝』新潮社 1984
- 『有吉佐和子とわたし』文芸春秋 1993
- 『四国八十八ヶ所巡り』アーク・コミュニケーションズ, エディターズ執筆・編集 昭文社 エアリアマップ 旅の森 1997